# Deezer D
Deezer D (* 10. März 1965 in Los Angeles, Kalifornien; † 7. Januar 2021 ebenda; eigentlich Dearon Thompson) war ein US-amerikanischer Schauspieler und Rapper.

## Leben
Deezer D wurde 1965 im kalifornischen Los Angeles geboren.
Nach einigen kleinen Nebenrollen in Filmen und Episodenrollen in Serien übernahm Deezer D 1994 die Rolle des Krankenpflegers Malik McGrath in der Serie Emergency Room – Die Notaufnahme. Diese Figur stellte er in 15 Staffeln dar. Neben seinen Auftritten vor der Kamera nahm Deezer D als Rapper mehrere Hip-Hop-Alben auf. Einige seiner Songs waren auch Soundtracks von Filmen.
Nachdem er in den letzten zehn Jahren seines Lebens mehrfach am Herzen operiert worden war, starb er am 7. Januar 2021 im Alter von 55 Jahren in seinem Haus in Los Angeles. Er war Vater eines Sohnes.

## Filmografie (Auswahl)
- 1993: Schieß auf die Weißen (Fear of a Black Hat)
- 1993: Nachtschicht mit John (The John Larroquette Show, Fernsehserie, 1 Episode)
- 1996: Great White Hype – Eine K.O.Mödie (The Great White Hype)
- 1997: Romy und Michele (Romy and Michele’s High School Reunion)
- 2001: Bones – Der Tod ist erst der Anfang (Bones)
- 2003: Haus über Kopf (Bringing Down the House)
- 1994–2009: Emergency Room – Die Notaufnahme (ER, Fernsehserie, 190 Episoden)